# Die Geschwister Toda
Die Geschwister Toda (japanisch 戸田家の兄妹, Toda-ke no kyōdai, wörtlich übersetzt Die Geschwister der Familie Toda) ist ein japanisches Filmdrama von Yasujirō Ozu aus dem Jahr 1941.

## Handlung
Die zur japanischen Oberschicht zählende Familie Toda feiert den 69. Geburtstag ihres Vaters Shintarō, der mit seiner Frau fünf inzwischen erwachsene Kinder hat und als erfolgreicher Geschäftsmann gilt. Nach einem Fototermin und einem gemeinsamen Essen stirbt Shintarō unerwartet an einem Herzinfarkt. Die Familie versammelt sich, nur der als etwas unbedacht geltende Sohn Shōjirō erscheint erst nach Shintarōs Tod, da er in Osaka am Angeln war. Der ältere Sohn Shinichirō eröffnet seinen überraschten Geschwistern, dass ihr Vater durch ein fehlgeschlagenes Geschäft Schulden hatte und er somit nichts hinterlassen hat. Um die Schulden abzubezahlen, verkauft die Familie das Haus des Vaters mit allen Möbeln und Kunstwerken in ihm. Shōjirō wird nach dem Tod seines Vaters nachdenklich und entscheidet sich, sein bisher wenig fleißiges Leben in Japan aufzugeben und nach Tianjin in  China zu gehen (die Stadt war damals von Japan durch den Zweiten Japanisch-Chinesischen Krieg besetzt).
Die verwitwete Mutter und die jüngste, noch unverheiratete Schwester Setsuko ziehen zu Shinichirō und seiner Frau Kazuko. Die Beziehung zwischen der Mutter und ihrer Schwiegertochter Kazuko ist zwar von formaler Höflichkeit, aber insgesamt abweisend und kalt. Daher ziehen sie weiter zu der ältesten Tochter Chizuru. Hier entstehen allerdings ebenfalls Konflikte: Setsuko fühlt sich wenig hilfreich im Haushalt und will selbst Geld verdienen, weshalb sie sich Arbeit suchen will, was Chizuru allerdings für nicht standesgemäß hält. Die Mutter weiß, dass ihr Enkel Ryōkichi einmal die Schule geschwänzt hat, und verschweigt diese Information Chizuru – diese wirft daraufhin ihr vor, den Enkel zu verziehen. Die mittlere Tochter Ayako bietet ihrer Mutter und Setsuko daraufhin an, bei ihr zu wohnen – ist allerdings auch froh darüber, als diese stattdessen in das einigermaßen heruntergekommene Strandhaus der Familie ziehen.
Am ersten Todestag des Vaters vereint sich die Familie zu einer Zeremonie, auch Shōjirō reist aus China an. Er ist empört darüber, dass seine Mutter und Schwester alleine in dem alten Strandhaus leben müssen. Er wirft seinen Geschwistern deren Fehler und fehlende Dankbarkeit im Umgang mit ihrer Mutter vor. Die Geschwister werden des Hauses verwiesen, entschuldigen sich aber später für ihr Verhalten. Shōjirō bietet seiner Mutter, Setsuko sowie der treuen Familiendienerin Kiyo an, bei sich in China zu leben. Nach einigem Bedenken stimmen sie zu. Setsuko versucht ihre aus der Arbeiterschicht kommende Freundin Tokiko mit Shōjirō zu verkuppeln, doch der macht sich auf den Weg zum Strand, bevor er sie treffen kann.

## Hintergrund
Die Geschwister Toda ist einer der wenigen Filme von Ozu, die eine Familie aus der Oberschicht thematisieren, was nicht ohne Risiko war, da japanische Filme Anfang der 1940er-Jahre – im Umfeld des Japanisch-Chinesischen Kriegs und des Zweiten Weltkriegs – von der nationalistischen Regierung als Propagandamittel benutzt wurden und kritische Darstellungen der Oberschicht im Zensurbüro als negativ gesehen wurden. Der Film markiert auch seine erste Zusammenarbeit mit dem Kameramann Atsuta, mit dem er nach dem Zweiten Weltkrieg über ein Dutzend Filme drehte.
Thematisch sind Die Geschwister Toda ein Vorläufer von Ozus bekanntestem Film Die Reise nach Tokyo, in dem die Großeltern auf eine ähnlich anstrengende und lieblose Reise zwischen den Haushalten ihrer Kinder geschickt werden, die keine Zeit für sie haben. Auch wird der Konflikt, ob die Frau in die Arbeitswelt einsteigen solle, thematisiert. Im Gegensatz zu Die Reise nach Tokyo, wo der Vater als Witwer alleine bleibt, bietet Ozu hier am Ende aber eine Lösung an, die die alte Mutter nicht alleine zurücklässt. Der von Japan eroberte Teil von China – in dem Ozu Ende der 1930er-Jahre für die Armee gedient hatte – bietet hier eine Chance für die Japaner, die einen Neuanfang suchen. Die Geschwister Toda sind daher auch beim British Film Institute gemeinsam mit der Reise nach Tokyo auf einer DVD erhältlich.

## Kritiken
Der Filmdienst schreibt über Die Geschwister Toda: „Ein in der Oberschicht zu Beginn der 1940er-Jahre angesiedeltes Drama, mit dem Ozu sein liebgewonnenes Sujet des Alltagslebens der japanischen Unterschicht verlässt. Dabei gelingt ihm ein eindrückliches, durch die harte Kriegszeit geprägtes Plädoyer für den Zusammenhalt der Familie.“